# Nétrine

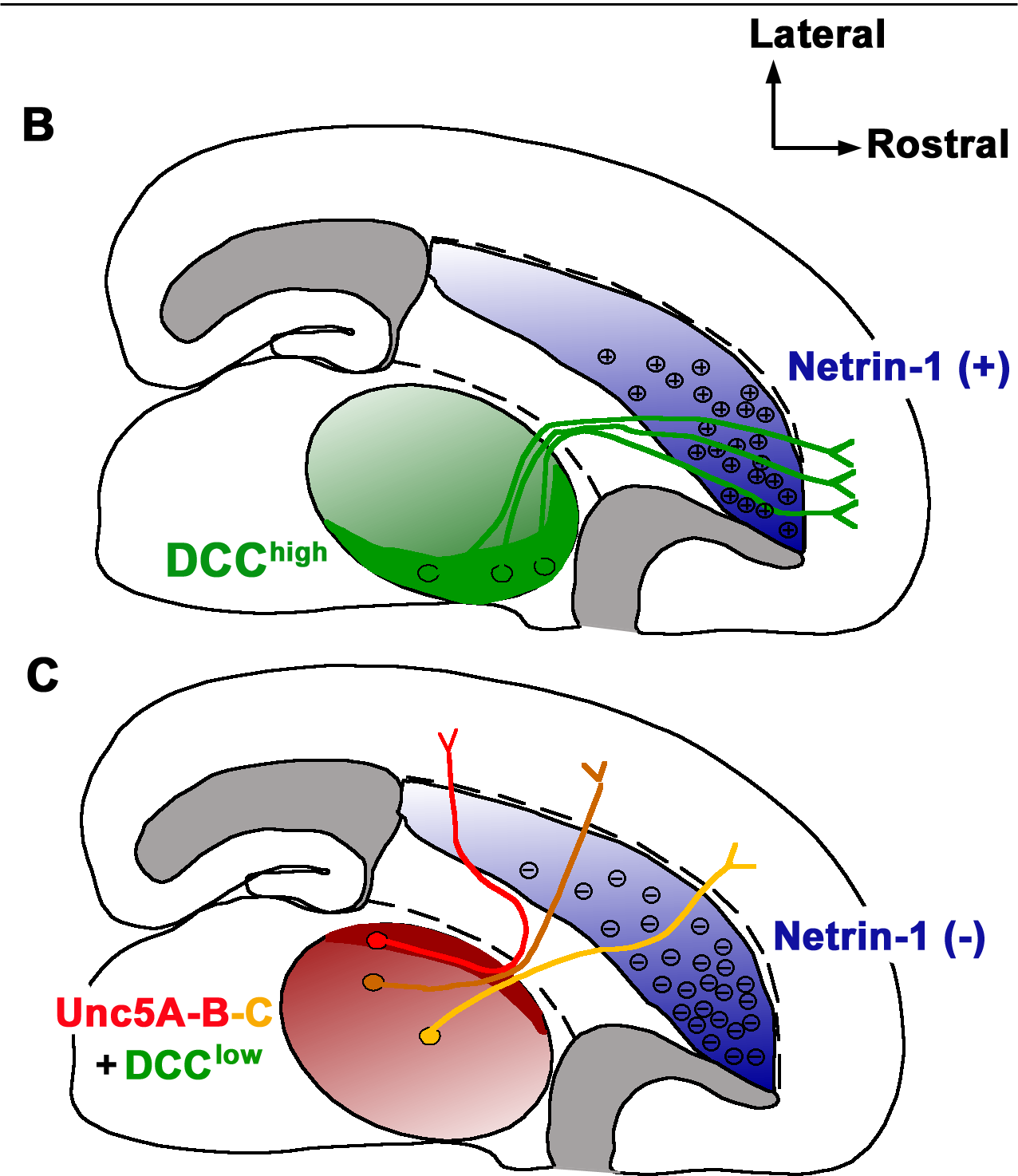
Schéma du rôle de la Nétrine 1 dans le cerveau de la souris

Les nétrines forment une classe de protéines jouant un rôle dans le guidage axonal.
De même que les protéines slit, les nétrines gèrent l'attraction et la répulsion des cellules.